# Куп'янська міська рада
Куп'я́нська міська́ ра́да — орган місцевого самоврядування в Харківській області. Адміністративний центр — Куп'янськ.

## Загальні відомості
- Територія ради: 33,4 км²
- Населення ради: 55 550 осіб (станом на 2018 рік)
- Територією ради протікають річки Оскіл, Куп'янка.

## Адміністративний устрій
Міській раді підпорядковані:
- м. Куп'янськ
- смт Ківшарівка
- Куп'янськ-Вузлова селищна рада
  - смт Куп'янськ-Вузловий

### Колишні населені пункти
- Заборівка

## Населення
Розподіл населення за віком та статтю (2001):
| Стать | Всього | До 15 років | 15-24 | 25-44 | 45-64 | 65-85 | Понад 85 |
| --- | ------ | ----------- | ----- | ----- | ----- | ----- | -------- |
| Чоловіки | 28 436 | 4780        | 4486  | 8779  | 7801  | 2466  | 124      |
| Жінки | 33 956 | 4648        | 4447  | 9842  | 9718  | 4865  | 436      |
| \| Статево-вікова піраміда \| Статево-вікова піраміда \| Статево-вікова піраміда \| \| ----------------------- \| ----------------------- \| ----------------------- \| \| Чоловіки \| Вік \| Жінки \| \| 124 \| 85 + \| 436 \| \| 194 \| 80-84 \| 598 \| \| 519 \| 75-79 \| 1351 \| \| 880 \| 70-74 \| 1659 \| \| 873 \| 65-69 \| 1257 \| \| 1947 \| 60-64 \| 2577 \| \| 1066 \| 55-59 \| 1414 \| \| 2385 \| 50-54 \| 2812 \| \| 2403 \| 45-49 \| 2915 \| \| 2440 \| 40-44 \| 3003 \| \| 2102 \| 35-39 \| 2420 \| \| 1988 \| 30-34 \| 2144 \| \| 2249 \| 25-29 \| 2275 \| \| 2065 \| 20-24 \| 2089 \| \| 2421 \| 15-20 \| 2358 \| \| 2238 \| 10-14 \| 2157 \| \| 1522 \| 5-9 \| 1409 \| \| 1020 \| 0-4 \| 1082 \| |        |             |       |       |       |       |          |
| Статево-вікова піраміда |        |             |       |       |       |       |          |
| Чоловіки | Вік    | Жінки       |       |       |       |       |          |
| 124 | 85 +   | 436         |       |       |       |       |          |
| 194 | 80-84  | 598         |       |       |       |       |          |
| 519 | 75-79  | 1351        |       |       |       |       |          |
| 880 | 70-74  | 1659        |       |       |       |       |          |
| 873 | 65-69  | 1257        |       |       |       |       |          |
| 1947 | 60-64  | 2577        |       |       |       |       |          |
| 1066 | 55-59  | 1414        |       |       |       |       |          |
| 2385 | 50-54  | 2812        |       |       |       |       |          |
| 2403 | 45-49  | 2915        |       |       |       |       |          |
| 2440 | 40-44  | 3003        |       |       |       |       |          |
| 2102 | 35-39  | 2420        |       |       |       |       |          |
| 1988 | 30-34  | 2144        |       |       |       |       |          |
| 2249 | 25-29  | 2275        |       |       |       |       |          |
| 2065 | 20-24  | 2089        |       |       |       |       |          |
| 2421 | 15-20  | 2358        |       |       |       |       |          |
| 2238 | 10-14  | 2157        |       |       |       |       |          |
| 1522 | 5-9    | 1409        |       |       |       |       |          |
| 1020 | 0-4    | 1082        |       |       |       |       |          |

## Склад ради
Рада складається з 50 депутатів та голови.
- Голова ради: Демченко Володимир Володимирович
- Секретар ради: Мартинов Юрій Іванович

### Керівний склад попередніх скликань
| ПІБ                              | Основні відомості                                                       | Дата обрання | Дата звільнення |
| -------------------------------- | ----------------------------------------------------------------------- | ------------ | --------------- |
| Римський Михайло Іванович        | Міський голова, 1945 року народження, безпартійний                      | 26.03.2006   | 31.10.2010      |
| Демченко Володимир Володимирович | Міський голова, 1966 року народження, освіта вища, член Партії регіонів | 31.10.2010   |                 |

Примітка: таблиця складена за даними джерела

### Депутати
За результатами місцевих виборів 2010 року депутатами ради стали:

#### За суб'єктами висування
| Суб'єкт висування                                       | Кількість обраних депутатів | %  |
| ------------------------------------------------------- | --------------------------- | -- |
| Партія регіонів                                         | 34                          | 68 |
| Партія «Відродження»                                    | 7                           | 14 |
| Комуністична партія України                             | 3                           | 6  |
| Партія Політичне об'єднання «Рідна Вітчизна»            | 2                           | 4  |
| Політична партія «Фронт Змін»                           | 2                           | 4  |
| Політична партія Всеукраїнське об'єднання «Батьківщина» | 1                           | 2  |
| Соціалістична партія України                            | 1                           | 2  |

#### За округами
| № округу                                                | Прізвище, ім'я, по батькові         | Дата визнання обраним | Освіта         | Партійна приналежність                        | Відомості про обраного депутата                                                                   |
| ------------------------------------------------------- | ----------------------------------- | --------------------- | -------------- | --------------------------------------------- | ------------------------------------------------------------------------------------------------- |
| Комуністична партія України                             |                                     |                       |                |                                               |                                                                                                   |
| б/м                                                     | Лотник Микола Карпович              | 02.11.2010            | Освіта вища    | член Комуністичної партії України             | Куп'янський медколідж, викладач                                                                   |
| б/м                                                     | Сидоренко Лідія Іванівна            | 02.11.2010            | Освіта вища    | член Комуністичної партії України             | Смородьківська загальноосвітня школа І-ІІ ст., вчитель                                            |
| б/м                                                     | Борисенко Володимир Миколайович     | 02.11.2010            | Освіта вища    | член Комуністичної партії України             | Рада ветеранів, секретар                                                                          |
| Партія Політичне об'єднання «Рідна Вітчизна»            |                                     |                       |                |                                               |                                                                                                   |
| б/м                                                     | Українцева Катерина Леонідівна      | 02.11.2010            | Освіта вища    | позапартійна                                  | тимчасово не працює                                                                               |
| б/м                                                     | Санкін Віталій Вікторович           | 02.11.2010            | Освіта вища    | член Політичного об'єднання «Рідна Вітчизна»  | ФО-П «Санкін В. В.»                                                                               |
| Партія «ВІДРОДЖЕННЯ»                                    |                                     |                       |                |                                               |                                                                                                   |
| б/м                                                     | Бойко Володимир Анатолійович        | 02.11.2010            | Освіта вища    | член Партії «ВІДРОДЖЕННЯ»                     | Станція Куп'янськ-Сортувальний, начальник залізничної станції                                     |
| б/м                                                     | Стоянов Ігор Іванович               | 02.11.2010            | Освіта вища    | член Партії «ВІДРОДЖЕННЯ»                     | ФОП Стоянов В. А., приватний підприємець                                                          |
| б/м                                                     | Скребець Олександр Володимирович    | 02.11.2010            | Освіта вища    | член Партії «ВІДРОДЖЕННЯ»                     | Куп'янська дирекція залізничних перевезень, начальник відділу                                     |
| 14                                                      | Занік Володимир Васильович          | 02.11.2010            | Освіта вища    | член Партії «ВІДРОДЖЕННЯ»                     | Куп'янський терком профспілки залізничніків, заступник голови                                     |
| 15                                                      | Стокоз Сергій Володимирович         | 02.11.2010            | Освіта вища    | член Партії «ВІДРОДЖЕННЯ»                     | Куп'янська дирекція залізничних перевезень, головний інженер                                      |
| 16                                                      | Єгоров Анатолій Володимирович       | 02.11.2010            | Освіта вища    | член Партії «ВІДРОДЖЕННЯ»                     | Куп'янське вагонне депо, інженер                                                                  |
| 17                                                      | Вельма Василь Михайлович            | 02.11.2010            | Освіта вища    | член Партії «ВІДРОДЖЕННЯ»                     | Куп'янське вагонне депо, начальник                                                                |
| Партія регіонів                                         |                                     |                       |                |                                               |                                                                                                   |
| б/м                                                     | Ларіонов Олександр Вікторович       | 02.11.2010            | Освіта вища    | член Партії регіонів                          | ВАТ «Харківгаз», начальник                                                                        |
| б/м                                                     | Сіроштан Ігор Григорійович          | 02.11.2010            | Освіта вища    | член Партії регіонів                          | Спортивний клуб «Мрія», директор                                                                  |
| б/м                                                     | Ковтун Світлана Вікторівна          | 02.11.2010            | Освіта вища    | член Партії регіонів                          | Куп'янська міська організація Партії регіонів, спеціаліст                                         |
| б/м                                                     | Говоров Валерій Станіславович       | 02.11.2010            | Освіта вища    | член Партії регіонів                          | Приватне підприємство «ТОПГАЗ», директор                                                          |
| б/м                                                     | Літвінов Денис Олександрович        | 02.11.2010            | Освіта вища    | член Партії регіонів                          | приватний підприємець                                                                             |
| б/м                                                     | Лисяк Олександр Миколайович         | 02.11.2010            | Освіта вища    | член Партії регіонів                          | ТОВ «Пивной бриз», директор                                                                       |
| б/м                                                     | Лущик Дмитро Миколайович            | 02.11.2010            | Освіта вища    | член Партії регіонів                          | Куп'янське відділення ДАІ, заступник начальника                                                   |
| б/м                                                     | Курило Євген Леонідович             | 02.11.2010            | Освіта вища    | член Партії регіонів                          | Спільне підприємство"Украинская Восточная Рыбная Компания", заступник директора                   |
| б/м                                                     | Бринцов Сергій Віталійович          | 02.11.2010            | Освіта середня | член Партії регіонів                          | приватний підприємець                                                                             |
| б/м                                                     | Мокрушин Дмитро Васильович          | 02.11.2010            | Освіта середня | член Партії регіонів                          | РПУ «Харківавтогаз», наповнювач балонів                                                           |
| б/м                                                     | Прилєвський Олександр Олександрович | 02.11.2010            | Освіта середня | член Партії регіонів                          | ВАТ «Харківгаз», водій                                                                            |
| б/м                                                     | Вялик Владислав Олександрович       | 02.11.2010            | Освіта вища    | член Партії регіонів                          | Сектор МТПЗ, незалежності, безпеки судів і суддей тер.управління гос.суд.адміністрації, начальник |
| б/м                                                     | Приймак Віталій Петрович            | 30.11.2010            | Освіта вища    | член Партії регіонів                          | приватний підприємець                                                                             |
| 1                                                       | Керімов Валентин Касімович          | 02.11.2010            | Освіта вища    | член Партії регіонів                          | приватний підприємець                                                                             |
| 2                                                       | Мацегора Геннадій Миколайович       | 02.11.2010            | Освіта вища    | член Партії регіонів                          | ДЮСШ, тренер                                                                                      |
| 3                                                       | Кобелєва Валентина Аркадіївна       | 02.11.2010            | Освіта вища    | член Партії регіонів                          | приватний підприємець                                                                             |
| 4                                                       | Пякішев Аббясс Адгамович            | 02.11.2010            | Освіта вища    | член Партії регіонів                          | Куп'янська центральна міська лікарня, лікар                                                       |
| 5                                                       | Яковлев Олександр Іванович          | 02.11.2010            | Освіта вища    | член Партії регіонів                          | Куп'янські магістральні газопроводи, начальник                                                    |
| 6                                                       | Машталер Жанна Анатоліївна          | 02.11.2010            | Освіта вища    | член Партії регіонів                          | приватний підприємець                                                                             |
| 7                                                       | Шишов Віктор Миколайович            | 02.11.2010            | Освіта вища    | член Партії регіонів                          | ТОВ ФОК «Фортуна», директор                                                                       |
| 8                                                       | Волков Віталій Федорович            | 02.11.2010            | Освіта вища    | член Партії регіонів                          | ТОВ «Обрій», директор                                                                             |
| 9                                                       | Карєлов Дмитро Миколайович          | 02.11.2010            | Освіта вища    | член Партії регіонів                          | Міжрайонний відділ охорони навколишнього природного середовища, спеціаліст                        |
| 10                                                      | Тур Ігор Анатолійович               | 02.11.2010            | Освіта вища    | член Партії регіонів                          | приватний підприємець                                                                             |
| 11                                                      | Кобиза Олександр Володимирович      | 02.11.2010            | Освіта вища    | член Партії регіонів                          | ФОП «Фортуна», начальник охорони                                                                  |
| 12                                                      | Дем'яненко Людмила Василівна        | 02.11.2010            | Освіта вища    | член Партії регіонів                          | КП «Благоустрій», начальник                                                                       |
| 13                                                      | Єрецький Сергій Юрійович            | 02.11.2010            | Освіта вища    | член Партії регіонів                          | приватний підприємець                                                                             |
| 18                                                      | Кравцов Валерій Анатолійович        | 02.11.2010            | Освіта вища    | член Партії регіонів                          | ВПУ-27, директор                                                                                  |
| 19                                                      | Пустовойт Валерій Васильович        | 02.11.2010            | Освіта вища    | член Партії регіонів                          | пенсіонер                                                                                         |
| 20                                                      | Чубук Олександр Васильович          | 02.11.2010            | Освіта вища    | член Партії регіонів                          | Куп'янське ВУВКГ, головний інженер                                                                |
| 21                                                      | Мартинов Юрій Іванович              | 02.11.2010            | Освіта вища    | член Партії регіонів                          | Куп'янська міська рада, секретар ради                                                             |
| 22                                                      | Богданова Любов Петрівна            | 02.11.2010            | Освіта вища    | член Партії регіонів                          | Гімназія № 1, директор                                                                            |
| 23                                                      | Лапинська-Бакаєва Ольга Анатоліївна | 02.11.2010            | Освіта вища    | член Партії регіонів                          | Куп'янська центральна міська лікарня, завідувачка фізіотерапевтичного відділення                  |
| 24                                                      | Бураков Олег Дмитрович              | 11.11.2013            | Освіта вища    | член Партії регіонів                          | Куп'янська міська лікарня, головний лікар                                                         |
| 25                                                      | Пасічник Світлана Михайлівна        | 02.11.2010            | Освіта вища    | член Партії регіонів                          | ДНЗ № 10, завідувачка                                                                             |
| Політична партія Всеукраїнське об'єднання «Батьківщина» |                                     |                       |                |                                               |                                                                                                   |
| б/м                                                     | Парасюков Віктор Миколайович        | 02.11.2010            | Освіта вища    | член Всеукраїнського об'єднання «Батьківщина» | Куп'янський автотранспортний коледж, викладач                                                     |
| Політична партія «Фронт Змін»                           |                                     |                       |                |                                               |                                                                                                   |
| б/м                                                     | Афанасьєв Андрій Сергійович         | 02.11.2010            | Освіта вища    | член Політичної партії «Фронт Змін»           | Куп'янська ЦМЛ, лікар-хірург                                                                      |
| б/м                                                     | Мартишко Галина Миколаївна          | 02.11.2010            | Освіта вища    | член Політичної партії «Фронт Змін»           | фізична особа — підприємець Мартишко Г. М., фізична особа — підприємець                           |
| Соціалістична партія України                            |                                     |                       |                |                                               |                                                                                                   |
| б/м                                                     | Биліно Галина Олексіївна            | 02.11.2010            | Освіта вища    | член Соціалістичної партії України            | тимчасово не працює                                                                               |